# Тереса-де-Кофрентес
Тереса-де-Кофрентес, Тереза-де-Кофрентс (ісп. Teresa de Cofrentes (офіційна назва), валенс. Teresa de Cofrents) — муніципалітет в Іспанії, у складі автономної спільноти Валенсія, у провінції Валенсія. Населення — 662 особи (2010).

## Географія
Муніципалітет розташований на відстані близько 270 км на південний схід від Мадрида, 70 км на південний захід від Валенсії.

## Демографія
Динаміка населення (INE ):

## Галерея зображень

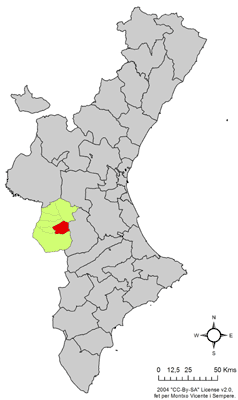
Розташування муніципалітету Тереса-де-Кофрентес у автономній спільноті Валенсія
Розташування муніципалітету Тереса-де-Кофрентес у комарці Вальє-де-Айора